# 雨のワルツ
「雨のワルツ」（あめのワルツ）は、日本の音楽グループEvery Little Thingのボーカリスト・持田香織が2009年1月28日に発売した3枚目のソロ・シングルである。

## 解説
Every Little Thing結成以前の1993年に持田かおり名義でリリースした「もう一度」、2004年に持田香織 produced by 井上陽水名義でリリースした「いつのまにか少女は」に続いて3作目となるソロ・シングル。
初回限定盤は「雨のワルツ」のビデオクリップが収録されたDVD付き。

## 収録曲

### CD
1. 雨のワルツ
（作詞・作曲：持田香織 / 編曲：SAKEROCK）
アーティスト名は「持田香織とSAKEROCK」。
インストゥルメンタルバンドSAKEROCKとのコラボレーション楽曲。
2. Drop
（作詞・作曲：持田香織 / 編曲：村田昭）
佐藤製薬「BION3」CMソング
3. こころ
（訳詞：金素雲 / 作詞：金東鳴 / 作曲：沢知恵 / 編曲：おおはた雄一）
アーティスト名は「持田香織とおおはた雄一」。
朝鮮系日本人のシンガーソングライター沢知恵の楽曲のカバーで、ギタリストおおはた雄一とのコラボレーション楽曲となっている。

### DVD
1. 雨のワルツ Video Clip

## 収録アルバム
- moka（#1,2）

## 備考
1. ↑  ただし、ニュース等においては別名義のものを含めず、本作を持田のソロデビュー作とする例が見られた。
参考：ELT持田香織、ソロデビュー曲が初日7位 - ORICON STYLE、2009年4月7日閲覧